# Lago Zaling
El  lago Zaling (o Zhaling)  (en chino simplificado, 扎陵湖; pinyin, Zhālíng Hú)  o lago Gyaring (en tibetano: མཚོ་སྐྱ་རིང་, wylie: mtsho skya ring) es un lago de agua dulce de China localizado en la cuenca alta del río Amarillo, en el sureste de la provincia de Qinghai. El nombre del lago significa «Largo Lago Gris» en idioma tibetano.
El lago tiene una superficie de 526 km² y drena una amplia cuenca de 8.161 km². Está a una altitud de 4.292 m y tiene una longitud de 35 km, con una anchura media de 15 km (con máximo de 21,6 km).
Es un humedal de importancia internacional según el Convenio de Ramsar, declarado el 7 de diciembre de 2004 (ver Lista Ramsar de humedales de importancia internacional). Se encuentra al oeste y muy cerca de otro sitio Ramsar, el lago Eling.

## Sitio Ramsar
En 2004, el lago Zhaling se declara sitio Ramsar con el número 1442 (34°54′N 97°16′E) y una extensión de 649 km2, que abarca el lago y los humedales adyacentes. Zhaling es el segundo lago más grande que abastece el río Amarillo y las comunidades locales. Se trata de un lago tectónico de altitud situado junto al área central de la Reserva natural nacional de Sanjiangyuan y que ayuda a regular la hidrología de la región. Desde 2001, la Academia China de Silvicultura ha realizado numeroso trabajos para identificar la fauna y flora de la región. Se han catalogado 2300 especies de plantas, 85 de mamíferos, 238 de aves y 40 de peces. Algunas especies están amenazadas, entre ellas el porrón de Baer, el águila esteparia y la gacela de Przewalski, así como la grulla cuellinegra. Es área de cría de algunas especies de peces endémicas de las zonas altas del río Amarillo, como Chuanchia labiosa y Gymnocypris eckloni.

## Reserva natural nacional de Sanjiangyuan

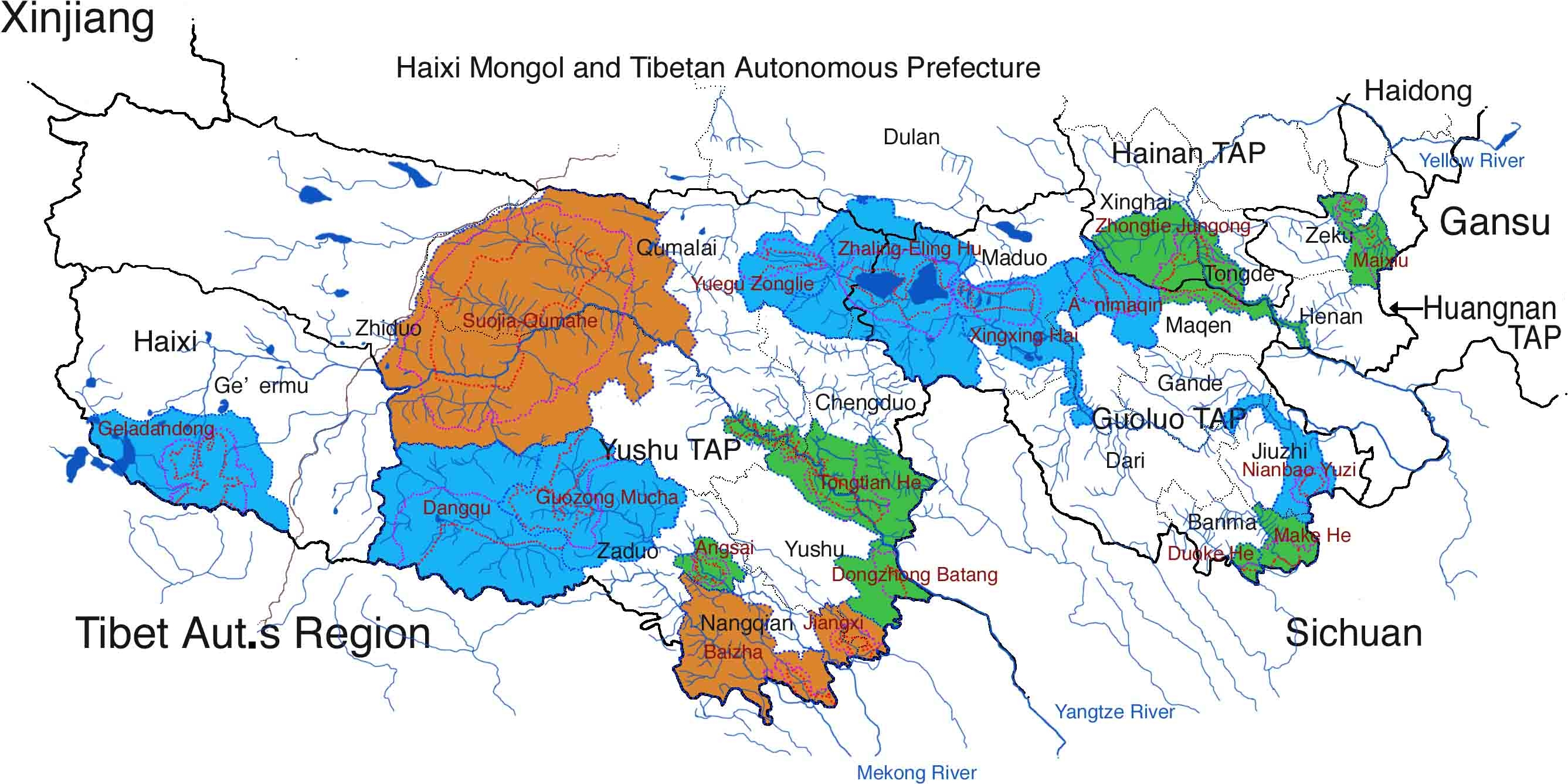
La Reserva natural nacional de Sanjiangyuan o Reserva natural de los Tres Ríos, está formada por 18 aubáreas, entre ellas la que comprende los lagos Eling y Zaling, en color azul en el centro de la imagen.

La Reserva natural nacional de Sanjiangyuan, de 152.300 km2, fue creada en 2000. Incluye la Reserva natural de Longbaotan, de 100 km2, establecida en 1987, principalmente para la protección de la grulla cuellinegra y su hábitat de reproducción. Asimismo, incluye los lagos Ngoring Hu (Eling) y Gyaring Hu (Zaling), ambos sitios Ramsar.
Sanjiangyuan significa 'el origen de tres ríos', a saber, el Yangtsé, el Amarillo y el Mekong. Esto es posible debido a su gran extensión en las faldas del Himalaya, entre la provincia de Sichuan y la región Autónoma del Tíbet. Los hábitats naturales van desde el bosque montano en la parte inferior oriental de la reserva a pastizales alpinos fríos y desierto en la parte alta occidental de la reserva. La Reserva Natural Nacional de Longbaotan incluye montañas y humedales formados por lagos y pantanos, en los que se reproducen la grulla cuellinegra y otras aves migratorias.